# Szu-ilija

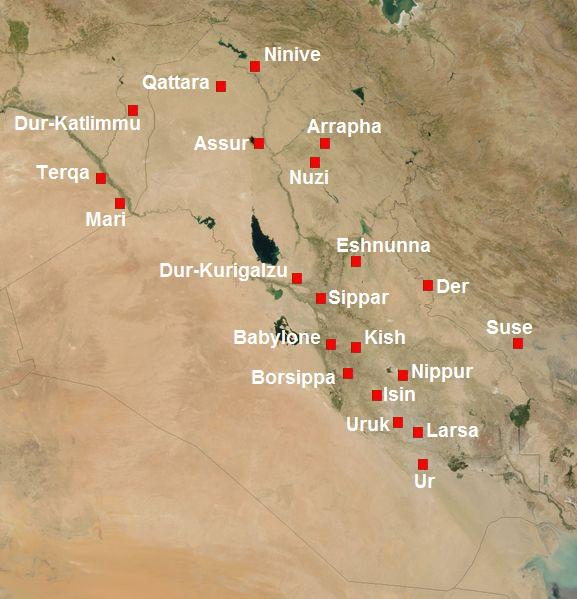
Mapa południowej Mezopotamii w II tys. p.n.e. z zaznaczoną Esznunną.

Szu-ilija – król Esznunny, panował pod koniec XXI w. p.n.e. Wykorzystując zamieszanie spowodowane rozpadem monarchii III dynastii z Ur przejął on w 2027 r. p.n.e. władzę w Esznunnie i ogłosił się jej królem przyjmując tytuł „króla potężnego, króla kraju Warum, sługi boga Tiszpaka”. Swe imię Szu-ilija kazał zapisywać z użyciem determinatywu boskiego dingir na początku, co świadczy o tym, iż przejął on istniejącą za czasów panowania władców III dynastii z Ur ideę „boskości” osoby władcy. Pozostawał w dobrych stosunkach z Iszbi-Errą z Isin.